# Copper Mountain
Copper Mountain (a  Club Med Experience) é uma comédia canadense de 1983, escrita e dirigida por Damian Lee e David Mitchell. Estrelado por Jim Carrey e Alan Thicke, foi produzido para promover o, agora fechado, resort de esqui Club Med em Copper Mountain, Colorado. A maior parte do filme apresenta números musicais de músicos country proeminentes.

## Sinopse
Dois amigos, Bobby Todd (Carrey) e Jackson Reach (Thicke), partem de sua cidade natal, Grimsby, para o resort Club Med em Copper Mountain, Colorado. Jackson pretende ir esquiar, enquanto Bobby tenta seduzir as mulheres com seus trejeitos e bom humor. Eventualmente, Jackson vence um campeonato, enquanto Bobby encontra uma bela companhia sendo ele mesmo.

## Elenco
- Jim Carrey - Bobby Todd
- Alan Thicke -  Jackson Reach
- Jean-Claude Killy - ele mesmo
- Richard Gautier -  Sonny Silverton
- Ziggy Lorenc - Michelle
- Rod Hebron - Yogi Hebadaddy
- Jean Laplac - chefe da vila
- Rita Coolidge - ela mesma
- Ronnie Hawkins - ele mesmo
- Bill Champlin - ele mesmo